# Werner VIII. von Alvensleben

Werner VIII. von Alvensleben

Werner VIII. von Alvensleben (* 7. Februar 1802 in Eichenbarleben; † 30. Juni 1877 in Potsdam) war ein preußischer Generalleutnant.

## Leben

### Herkunft
Er war der Sohn von Gebhard Johann von Alvensleben (1773–1856) und dessen Ehefrau Karoline Friederike Eleonore, geborene von Alvensleben (1773–1826). Sein Vater war preußischer Oberstleutnant a. D., zuletzt Kommandeur des II. Bataillons im 2. Garde-Landwehr-Regiment. Er hatte vier Brüder davon wurden Gustav und Constantin ebenfalls Generäle.

### Militärkarriere
Alvensleben erhielt Unterricht im Kloster Unser Lieben Frauen in Magdeburg und war ab Ende August 1815 Kadett in Berlin. Am 5. April 1819 wurde er als Sekondeleutnant dem 27. Infanterie-Regiment der Preußischen Armee überwiesen. Bereits fünf Tage später versetzte man ihn in das 2. Garde-Regiment zu Fuß. 1823/27 absolvierte Alvensleben die Allgemeine Kriegsschule, wurde im Juli 1832 Premierleutnant und in das Garde-Schützen-Bataillon versetzt. Nach einem mehrjährigen Kommando als Werbeoffizier in Neuchâtel kehrte er 1841 als Hauptmann und Kompaniechef in das Garde-Schützen-Bataillon zurück. Ende März 1846 folgte seine Versetzung zum 9. Infanterie-Regiment nach Stettin. 1848 Major, 1850 als Bataillonskommandeur zum Kaiser-Alexander-Grenadier-Regiment Nr. 1, 1853 Oberstleutnant. 1856 als Oberst in den Ruhestand versetzt. 1856/57 militärischer Begleiter des Herzogs Wilhelm von Mecklenburg-Schwerin, mit dem er eine längere Reise durch Frankreich und Spanien unternahm. 1857 unter Wiederanstellung zum Kommandanten von Wittenberg ernannt und 1860 als Kommandant nach Wesel, 1861 als solcher nach Posen versetzt; hier 1861 Generalmajor, 1865 Generalleutnant. Am 8. Mai 1869 wurde er nach Ablauf einer 50-jährigen Dienstzeit unter Verleihung des Roten Adlerordens I. Klasse mit Eichenlaub zur Disposition gestellt.
Den Rest seines Lebens verbrachte er im glücklichen Zusammenleben mit seinen Brüdern Gustav und Constantin in Potsdam.
Wenn ihm auch die staatsmännische Fähigkeit seines Bruders Gustav und die Feldherrngabe Constantins fehlte, so war er doch an Charaktereigenschaften beiden ebenbürtig. In allen drei Brüdern lebte die große Überlieferung der Zeit der Befreiungskriege wirksam fort. Auch er war in Gesinnung und Lebenshaltung ein rechter Vertreter vornehmen Preußentums. Er liegt mit seinen Brüdern Gustav und Constantin in dem gemeinsamen Erbbegräbnis zu Ballenstedt beerdigt.

### Familie
Alvensleben heiratete am 8. Juli 1848 in Stettin Elisabeth Adelheid Kahl (1826–1863). Nach ihrem Tod eheliche er am 21. November 1865 in Berlin Klara Heineccius (* 1835). Seine Tochter (aus der ersten Ehe) Bertha (1859–1912) heiratete den Hofprediger Friedrich Winfried Schubart.